# Msza ateusza
Msza ateusza (fr. La messe de l’athée) – opowiadanie Honoriusza Balzaka z 1836 roku z cyklu Komedia ludzka, wchodzące w skład Scen z życia prywatnego. Tekst ten został zadedykowany malarzowi Augustowi Bourgetowi.
Opowiadanie to na język polski przełożył Tadeusz Boy-Żeleński. Przekład ukazał się w 1926 r. w jednym tomie wraz z powieścią Pierwsze kroki. W publikowanych przez wydawnictwo Czytelnik przekładach Komedii ludzkiej tekst ten został zamieszczony w tomie VI, Warszawa 1958, s. 71–88.

## Treść
Horacy Bianchon, uznany lekarz, odkrywa ze zdumieniem, że jego dawny mentor, słynny chirurg Desplein, uczestniczy w mszach w kościele Saint Sulpice, chociaż zawsze deklarował się jako ateista. Bianchon podejmuje intensywne poszukiwania, lecz dopiero w siedem lat później, z ust samego Despleina, poznaje prawdę: wiele lat wcześniej, będąc jeszcze studentem, Desplein został wyciągnięty ze skrajnej nędzy przez sąsiada, wywodzącego się z Owernii nosiwodę Bourgeata. Ten ostatni, człowiek głębokiej wiary, zmarł jednak, zanim przyszły chirurg mógł odwdzięczyć mu się za ten czyn. Lekarz postanowił zatem cztery razy w roku uczestniczyć we mszy świętej za duszę swojego dobroczyńcy.

## Okoliczności powstania utworu i jego cechy
Msza ateusza należy do najrzadziej komentowanych utworów Komedii ludzkiej, również Balzak uważał ją za mniej znaczące dzieło. Podkreślał jedynie szybkość, z jaką zostało napisane: według wersji przedstawionej w liście do Eweliny Hańskiej wystarczyła mu na to jedna noc. Opowiadanie to należy do grupy dzieł wykorzystujących postacie historyczne (Desplein) po to, by umieścić je w sytuacji nieautentycznej, lecz prawdopodobnej i wpisującej się w aktualne rozważania moralne autora. W tym wypadku były to oczywiście refleksje na temat wiary i niewiary.